# 敷地村
敷地村（しきじむら）は静岡県の西部、豊田郡・磐田郡に属していた村である。磐田市北東端、敷地川上流域にあたる。

## 地理
- 山：本宮山
- 河川：敷地川

## 歴史
- 1889年（明治22年）4月1日 - 町村制の施行により、家田村、大当所村、敷地村、岩室村、大平村、虫生村、万瀬村が合併して豊田郡敷地村が発足。
- 1896年（明治29年）4月1日 - 郡制の施行により所属郡が磐田郡に変更。
- 1955年（昭和30年）4月1日 - 広瀬村・野部村と合併して豊岡村が発足。同日敷地村廃止。

## 交通

### 鉄道路線
- 日本国有鉄道
  - 二俣線（現天竜浜名湖鉄道天竜浜名湖線）
    - 敷地駅

### 道路
現在は旧村内を新東名高速道路が通っているが、合併当時は未開業。